# (18334) Drozdov
(18334) Drozdov (1987 RA3) – planetoida z grupy pasa głównego asteroid okrążająca Słońce w ciągu 4,12 lat w średniej odległości 2,57 j.a. Odkryta 2 września 1987 roku.